# 芸道
芸道（げいどう）は、芸能・技芸を日本独自のかたちで体系化したもののことを指す。
通常は、各種の武芸である日本武術、江戸期の公家家職に由来する有職故実・礼式、そのほか能楽、歌舞伎、人形浄瑠璃などの芸能、邦楽、蹴鞠、歌道、香道、書道、盆庭、煎茶道、茶道、華道などをはじめとして、伝統工芸的な手工業、古典園芸など、ひろく技術を伝承する分野においてこうした観念が見られる。

## 由来
元来「道」という言葉は日本語において「体系」という意味をも持ち、王朝時代から管弦のことを「糸竹の道」と表現するなどの用例があることをみてもわかるように、芸について「みち」もしくは「道」で表現される内容は最初は単純に「芸の体系」というほどの意味であったと思われる。
これが中世期から近世期にかけて、さまざまな芸が体系化され伝授の形式を整えてゆくにつれて、単に芸能、技芸の体系というにとどまらず、それをめぐる思想や哲学的背景、さらに修行や日常生活の場においてこうした形而上的な問題をいかに生かし、みずからの芸を高めてゆくかという問題が含められてゆくようになって成立したのが、芸道という観念である。その成立に関しては中世期に盛んになった秘伝説と伝授思想の確立と、師系を重んじる禅の発想が大きな影響を与えたと見るのが通説である。

## 特徴
芸能、技芸を技術的な問題としてのみ捉えることをせず、しばしば実生活と芸の世界を混同させて、常住坐臥が芸を高めるための契機であり、修行であると考え、しかのみならず当人の倫理性、道徳性がそのまま芸にあらわれるがゆえに、芸の向上は同時に人格の向上でなければならない、とするところに芸道の特徴がある。また芸の系統的な伝承を重んじ、先人をうやまうことが厚く、特に直接の師弟関係を大切にするなど、水平方向的なひろがりよりも垂直方向的なつらなりを優先する。こうした考えかたは、日本独自の芸という観念の確立、心境や境地を特に重視する芸術観の尊重、芸系のたしかな伝承、芸が芸にとどまらず思索性を持つことによる内容の深化など、さまざまな効果をもたらしたが、一方で芸の世界における事大主義、神秘主義、普遍性の否定、通に代表される特殊な閉鎖性を生むことにもなった。
外国人にはこうした日本固有の芸道観念が興味深くうつるらしく、ドイツ人の哲学者オイゲン・ヘリゲルが、東北大学に在任中、洋弓（アーチェリー）とは違った日本の弓道の修業の仕方に感銘を受けて『弓と禅』をあらわしたのを嚆矢として、欧米世界にさまざまに紹介されている。

## 一発芸
宴会などで、特に場を盛り上げるために披露する短時間の芸。